# La Mort d'Ivan Ilitch
 (mars 2016).
Si vous disposez d'ouvrages ou d'articles de référence ou si vous connaissez des sites web de qualité traitant du thème abordé ici, merci de compléter l'article en donnant les références utiles à sa vérifiabilité et en les liant à la section « Notes et références ».
Pour l’article ayant un titre homophone, voir Ivan Ilitch.
La Mort d’Ivan Ilitch (en russe : Смерть Ивана Ильича, Smert’ Ivana Il'itcha) est une nouvelle de Léon Tolstoï publiée en 1886.

## Présentation générale
La Mort d’Ivan Ilitch est parue dans le tome XII des œuvres complètes. La nouvelle, dont le titre initial est La Mort d’un juge, a été écrite entre 1881 et 1885.

## Résumé
La Mort d’Ivan Ilitch semble au premier abord un mélange littéraire qui allie la description de frivolités comme de petites bassesses, et peint l’ordinaire commun et étriqué d’un esprit qui va se découvrir à son étonnement égoïste et petit (Ivan Ilitch), victime à 45 ans d’une maladie extrême, dans la souffrance qui lui ouvrira les yeux.
Au début de cette nouvelle, le héros – magistrat – est satisfait de sa vie. À mesure toutefois que se développe en lui une douleur qui ne veut pas disparaître et qu’il comprend que sa mort approche, il prend conscience aussi que son entourage ne le voit pas sous un jour aussi avantageux qu’il l’imaginait ; d'abord révolté, il se voit à mesure de ses réflexions obligé de constater que cette image peu flatteuse qu’on a de lui est fondée.
Alors qu’il passe par un extrême désespoir se produit pourtant une sorte de transfiguration, un sentiment d’immense pardon venant d’il ne sait où qui le réconcilie avec lui-même, lui rend la sérénité : « Et la mort ? Où est-elle ? » Il chercha son ancienne peur et ne la trouva plus. « Où était-elle ? Quelle mort ? Il n’y avait pas de peur, parce qu’il n’y avait pas de mort ».

## Analyse
La mort représente l’un des thèmes centraux de l’œuvre de Tolstoï. Mais c’est dans La Mort d’Ivan Ilitch qu’elle apparaît de la manière la plus nue, la plus épurée, libérée des artifices romanesques.
Un peu comme dans Thérèse Raquin d’Émile Zola où le peintre médiocre, auteur d’un crime, finit par créer sous l’emprise perpétuelle de terribles remords et d’angoisses qui l’étreignent des œuvres fortes et sincères, Ivan Ilitch découvre à la fin de sa vie le mensonge, l’hypocrisie omniprésente, la haine, l’affreuse solitude et la reconnaissance de l'échec humain de sa vie – tout entière tournée sur les convenances, l’égoïsme et les plaisirs faciles – et à laquelle la mort semble pourtant apporter à la fois un douloureux repentir et presque une rédemption.
Le narrateur n’accompagnera toutefois pas Ilitch au-delà du seuil de la mort, ni ne laissera entendre que cet au-delà existe. Un homme se penchant sur sa vie au moment ultime aura simplement établi la paix avec lui-même et en aura sauvé au moins les derniers instants.

## Personnages
- Golovine, Ivan Ilitch, conseiller à la cour d’appel.
- Golovine, Prascovia Fédorovna, femme d’Ivan Ilitch.
- Golovine, Vladimir Ivanovitch, fils d’Ivan Ilitch.
- Golovine, Lisa, fille d’Ivan Ilitch.
- Pétrichtcheff, Fiodor Dimitriévitch, juge d’instruction, fiancé de Lisa.
- Piotr Ivanovitch, collègue d'Ivan Ilitch.

## Influences
Pour l'écriture du récit, Tolstoï se serait inspiré d'un fait réel, à savoir la mort d'un juge dans la ville de Toula, en Russie. 

## Extraits
- « Le fait même de la mort d’un ami éveilla comme toujours en tous ceux qui apprirent cette nouvelle, un sentiment de joie, ce n’est pas moi, c’est lui qui est mort. »
- « Imbéciles ! Je pars le premier, et ensuite ce sera leur tour. Ils y passeront tous. Mais ils se réjouissent maintenant, stupides animaux ! La rage l’étouffait. »
- « Et si vraiment ma vie, ma vie consciente ne fut pas ce qu’elle aurait dû être ? »

## Édition en français
- La Mort d'Ivan Ilitch, traduit par Boris de Schloezer, Bibliothèque de la Pléiade, éditions Gallimard, 1960  (ISBN 2 07 010565 2).
- Traduction par J.-Wladimir Bienstock.

Stock, 1912, sur Wikisource (https://fr.m.wikisource.org/wiki/La_Mort_d'Ivan_Ilitch)

## Livre audio
- Léon Tolstoï (auteur) et Christophe Lemée (narrateur), La Mort d'Ivan Ilitch, Paris, Éditions Thélème, 20 novembre 1998 (ISBN 978-2-87862-072-6)Support : 2 disques compacts audio ; durée : 2 h 18 min environ ; référence éditeur : Éditions Thélème 767. Ouvrage plusieurs fois réédité. Le nom du traducteur n'est pas précisé.